# 王仁元
王仁元（1952年8月—2012年9月24日），男，山东长岛人，中华人民共和国政治人物。中共山东省委党校干部专修科毕业，中共中央党校在职研究生班经济管理专业研究生。

## 生平
1971年8月加入中国共产党。历任中共长岛县委常委，山东省水产局副局长，青岛海洋渔业公司党委书记，山东省水产企业集团总公司副总经理、副董事长，山东省水产局局长，中共济宁市委副书记、副市长、市长，山东省经委主任、经贸委主任等职。2002年6月，任山东省人民政府副省长。2003年2月，兼任中共山东省委企业工委书记。2004年6月，改兼省国资委党委书记。2007年6月，任中共山东省委常委、常务副省长。
2012年9月24日，因病逝世。